# Rings Around the World
A 2001-es Rings Around the World a Super Furry Animals ötödik nagylemeze, az első egy nagy lemezkiadó (major label) gondozásában. A brit albumlistán a 3. helyig jutott. A lemez mellé három kislemez jelent meg: a Juxtapozed with U, a (Drawing) Rings Around the World és az It's Not the End of the World?.
A kritikusok általánosan jól fogadták a lemezt, 2001-ben Mercury Prize (díj)-ra jelölték, és a Mojo az év albumának választotta. Szerepel az 1001 lemez, amit hallanod kell, mielőtt meghalsz című könyvben.

## Az album dalai
|     | Cím                              | Szerző(k)           | Hossz |
| --- | -------------------------------- | ------------------- | ----- |
| 1.  | Alternate Route to Vulcan Street | Super Furry Animals | 4:31  |
| 2.  | Sidewalk Serfer Girl             | Super Furry Animals | 4:01  |
| 3.  | (Drawing) Rings Around the World | Super Furry Animals | 3:29  |
| 4.  | It's Not the End of the World?   | Super Furry Animals | 3:25  |
| 5.  | Receptacle for the Respectable   | Super Furry Animals | 4:32  |
| 6.  | [A] Touch Sensitive              | Super Furry Animals | 3:07  |
| 7.  | Shoot Doris Day                  | Super Furry Animals | 3:38  |
| 8.  | Miniature                        | Super Furry Animals | 0:40  |
| 9.  | No Sympathy                      | Super Furry Animals | 6:57  |
| 10. | Juxtapozed with U                | Super Furry Animals | 3:08  |
| 11. | New On The Party                 | Super Furry Animals | 4:03  |
| 12. | Presidential Suite               | Super Furry Animals | 5:24  |
| 13. | Run! Christian, Run!             | Super Furry Animals | 7:20  |
| 14. | Fragile Happiness                | Super Furry Animals | 2:35  |

## Közreműködők

### Super Furry Animals
- Gruff Rhys – ének, ritmusgitár, szájharmonika
- Huw Bunford – szólógitár, háttérvokál, pedal steel
- Guto Pryce – basszusgitár
- Cian Ciaran – billentyűk, háttérvokál
- Dafydd Ieuan – dob, háttérvokál

### További zenészek
| - Howard Gott – hegedű (1, 6, 11) - Harriet Harris – hegedű (4, 7, 10) - S. Herbert – hegedű (4, 7, 10) - Steven Hussey – hegedű (6) - Jackie Norrie – hegedű (1, 4, 7, 10, 11) - Sonia Slany – hegedű (4, 7, 10) - Lucy Theo – hegedű (6) - Brian Wright – hegedű (1, 6, 11) - Nick Barr – brácsa (4, 7, 10) - Sophia Sirota – brácsa (1, 11) - Clare Smith – brácsa (4, 7, 10) - Nick Cooper – cselló (4, 7, 10) - Sophie Harris – cselló (4, 7, 10) | - Matt Sibley – szaxofon (5, 7, 11) - Gary Alesbrook – trombita (5, 7, 11) - Tony Robinson – trombita, szárnykürt, harsona (5, 7, 11) - Beti Rhys – hárfa (10, 11) - John Telfer – fuvola (10) - John Cale – zongora (11) - Osian Gwynedd – zongora (1) - Kris Jenkins – ütőhangszerek (9, 10, 11) - Anna Smith – háttérvokál (1) - Paul McCartney – sárgarépa és zeller (5) |

| - Super Furry Animals – producer, vonósok hangszerelése (1, 4, 7, 10, 11) - Sean O'Hagan – vonósok hangszerelése (1, 11) - Marcus Holdaway – vonósok hangszerelése (1, 11) - Sonia Slany – vonósok hangszerelése (4, 7, 10) - Chris Shaw – producer, hangmérnök - Eric Tew – hangmérnök - Damian Shannon – hangmérnökasszisztens (Bearsville Studios) - Richard Wilkinson – hangmérnökasszisztens (Metropolis) - Stuart Hawkes – mastering - Julian Lowe – mastering | - Pete Fowler – illusztrációk - Simon Pike – illusztrációk - John Mark James – logók és betűtípusok |

## Fordítás
Ez a szócikk részben vagy egészben a Rings Around the World című angol Wikipédia-szócikk ezen változatának fordításán alapul.  Az eredeti cikk szerkesztőit annak laptörténete sorolja fel. Ez a jelzés csupán a megfogalmazás eredetét és a szerzői jogokat jelzi, nem szolgál a cikkben szereplő információk forrásmegjelöléseként.